# 0800 Heaven
0800 Heaven is een nummer van de Britse dj's Nathan Dawe en Joel Corry uit 2023, ingezongen door de eveneens Britse zangeres Ella Henderson.
Dawe en Corry zijn goede vrienden van elkaar, maar hadden nooit eerder samen een plaat gemaakt. Met Henderson werkte Dawe een jaar eerder al samen op het nummer 21 Reasons. In het voorjaar van 2023 gingen Dawe en Henderson met elkaar op schrijverskamp, waaruit "0800 Heaven" ontstond. "0800 Heaven" werd vooral een hit op de Britse eilanden en in het Nederlandse taalgebied. Het nummer bereikte de 9e positie in het Verenigd Koninkrijk. In de Nederlandse Top 40 kwam het tot de 6e positie, terwijl het in de Vlaamse Ultratop 50 de 27e positie behaalde.

## Tracklijst
Muziekdownload
1. "0800 Heaven" - 2:39